# Pilule I
Pilule I este un film românesc din 1966 regizat de Ion Popescu Gopo.